# Kraftwerk Teufelsbruck
Das Kraftwerk Teufelsbruck ist ein Laufwasserkraftwerk der österreichischen Verbund AG nahe dem oberbayerischen Dorf Teufelsbruck in der Gemeinde Soyen. Teile der Anlage liegen auch in den Nachbargemeinden Babensham und Unterreit.
Um die Aluminiumhütte in Töging, die bis dahin vom Kraftwerk Töging mit Strom versorgt wurde, erweitern zu können, beauftragte diese die Innwerk AG mit dem Projektieren von Kraftwerken am Inn. Eines der Kraftwerke entstand schließlich in Teufelbruck am Inn. Zeitgleich errichtet wurden das Kraftwerk Gars und das Kraftwerk Wasserburg.
Das von 1935 bis 1938 erbaute Kraftwerk besteht aus einem vierfeldrigen Wehr an der rechten Uferseite und einem Krafthaus mit 5 Kaplan-Turbinen an der linken. Eine Maschinenhalle fehlt, die beiden Portalkräne fahren im Freien. Bereits beim Bau der Anlage wurde eine Fischwanderhilfe angelegt.
Der Nachfolger der Innwerk AG, die E.ON Wasserkraft GmbH, verkaufte das Kraftwerk 2009 an die österreichische Verbund AG.